# Grande Carro

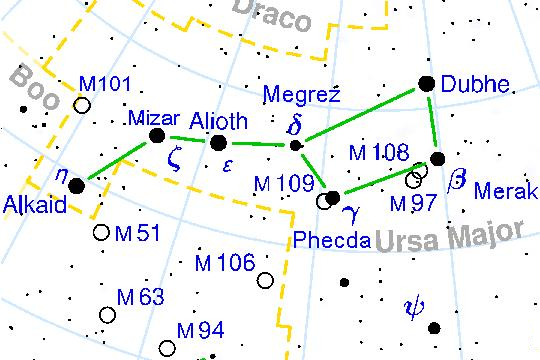
Mappa del Grande Carro.

Il Grande Carro o Gran Carro è uno degli asterismi più classici e più conosciuti della volta celeste; è formato dalle sette stelle più brillanti della costellazione dell'Orsa Maggiore, che formano una caratteristica figura a forma di carro o di un aratro. Per molte civiltà, antiche e no, questa figura è considerata una vera e propria costellazione a sé stante.

## Nomi

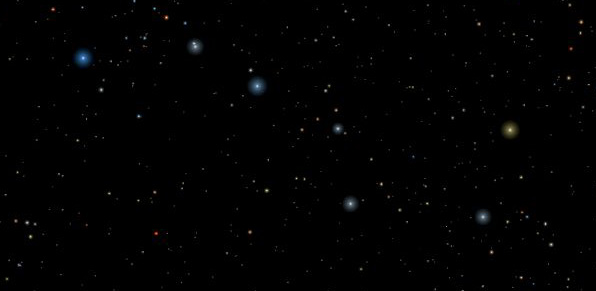
Il Grande Carro.

### Europa
Il nome mediterraneo più classico per quest'asterismo è quello latino Septemtrio (genitivo septemtrionis), derivante da septem (sette) e triones (plurale che sta per "buoi da lavoro"), dove i "sette buoi" sono le sette stelle del Grande Carro; il nome in seguito divenne sinonimo delle due "Orse" (Orsa Maggiore e Orsa Minore), e poi di "nord" ("settentrione"). Dal nome greco Arktos (Orso) deriva invece, sempre per confronto con queste due costellazioni, i termini "artico" e "Artide".
In Francia del sud si usa talvolta il nome Casserole (casseruola, pentola) per indicare questo asterismo; più a nord, in Inghilterra, è più diffuso il nome Plough (aratro): non è infatti difficile riconoscere la forma di un aratro quando il Grande Carro è disposto verso nord-ovest, ossia inclinato di 90° in posizione discendente.

Il Grande Carro visto da Kauai.

Nei paesi nordici sono diffusi i nomi Karlavagnen, Karlsvogna, e 'Karlsvognen, tutti col significato di Carro di Carlo, con riferimento a Carlo Magno; in Germania prevale invece il nome Großer Wagen (Gran Carro), come del resto anche in gran parte dell'area del bacino del Mediterraneo.
Nei Paesi slavi è invece noto come Grande Mestolo, così come nel Nord America (Big Dipper).

### Asia
Secondo l'astronomia vedica, l'asterismo è chiamato (Vrihat) Sapta Rishi, col significato di Sette saggi.
In Estremo Oriente queste stelle compongono il Carro del nord; sono colloquialmente chiamate Le sette stelle del Gran Carro (cinese 北斗七星 - běidǒu qīxīng, giapponese Hokuto Shichisei, coreano 북두칠성 - Bukdu chilseong, in Vietnam chòm sao Bắc Đẩu).
In Malaysia è conosciuto come Buruj Biduk (il cucchiaio).

### Nord America

La bandiera dello Stato dell'Alaska, che mostra il Grande Carro e la Stella Polare.

In Nord America è noto come Grande Mestolo (Big Dipper) poiché le sue stelle maggiori disegnerebbero il contorno di un mestolo; questa raffigurazione sembra derivare dall'Africa.
Per i nativi americani invece è nota come un orso, curiosamente allo stesso modo del Mediterraneo; talvolta veniva immaginato come tre cuccioli che seguivano la madre oppure come tre cacciatori che inseguono un orso. L'asterismo appare anche in alcune bandiere tribali.

### Altri luoghi
La Bibbia cita l'asterismo chiamandolo le sette stelle.

## Stelle

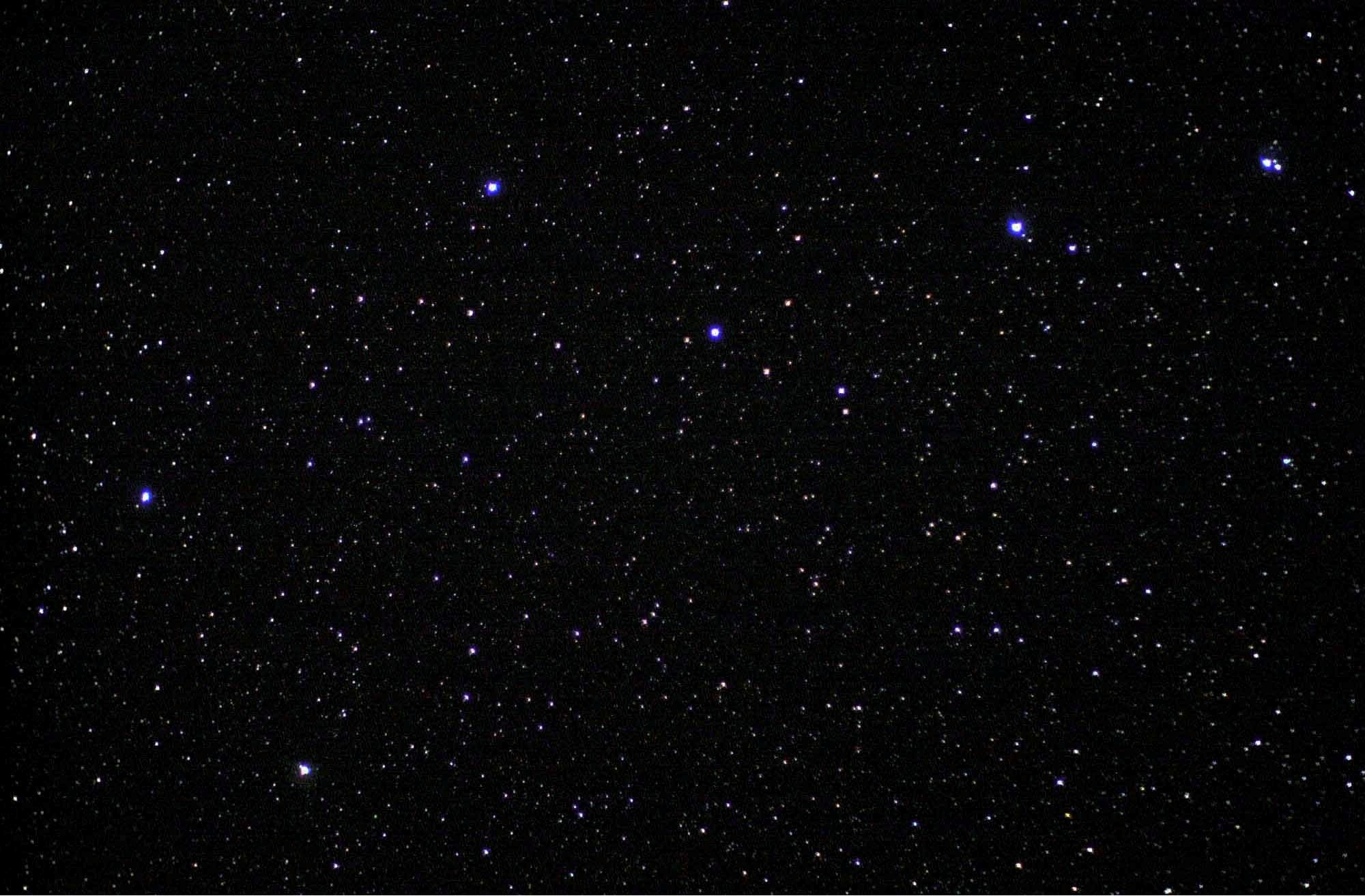
Il Grande Carro visto dalla Stazione spaziale internazionale. Mizar e Alcor sono in alto a destra.

Nella costellazione dell'Orsa Maggiore, le stelle del Grande Carro hanno una nomenclatura di Bayer secondo l'alfabeto greco in ordine, da occidente a oriente.
| Nome Proprio | Nomenclatura di Bayer | Magnitudine apparente | Distanza (al) |
| ------------ | --------------------- | --------------------- | ------------- |
| Dubhe        | α UMa                 | 1.8                   | 124           |
| Merak        | β UMa                 | 2.4                   | 79            |
| Phecda       | γ UMa                 | 2.4                   | 84            |
| Megrez       | δ UMa                 | 3.3                   | 81            |
| Alioth       | ε UMa                 | 1.8                   | 81            |
| Mizar        | ζ UMa                 | 2.1                   | 78            |
| Alkaid       | η UMa                 | 1.9                   | 101           |

Nella stessa linea di visuale di Mizar, ma tre anni luce oltre, c'è la stella Alcor (80 UMa); assieme formano una coppia celebre per la sua facilità di risoluzione ad occhio nudo: la stella Alcor, di quarta magnitudine, sarebbe facile da vedere se fosse isolata, ma la presenza di Mizar, di seconda grandezza, fa sì che Alcor ne risulti oscurata. La stessa Mizar è in realtà una stella multipla, con quattro componenti disposte in coppie.
Cinque delle stelle del Grande Carro sono inoltre parte del Gruppo stellare dell'Orsa Maggiore (catalogato come Cr 285). Le stelle poste alle due estremità dell'asterismo, Dubhe e Alkaid, non fanno parte del sistema e si muovono in direzione opposta. Le cinque stelle centrali invece si muovono verso sud-est, in direzione della costellazione del Boote; questo fa sì che lentamente la forma dell'asterismo si modifichi, con la parte ad ovest che tenderà ad "aprirsi" e quella della coda che diventerà più inclinata. In 50.000 anni la forma sarà così alterata che sarà difficile riconoscervi le stesse stelle che ora compongono il Grande Carro: le stelle da Alkaid a Phecda formeranno una sagoma a trapezio, mentre le stelle da Phecda a Merak e Dubhe formeranno la "coda".

## Il Grande Carro come guida per altre stelle
Grazie alla loro facilità di reperimento in cielo, le stelle del Grande Carro sono un punto di riferimento irrinunciabile da cui partire alla conoscenza di altre stelle e costellazioni; il compito è inoltre facilitato dal fatto che certi allineamenti di stelle fatti con le sue sette stelle consentono di trovare altre stelle luminose.
- La Stella Polare, si trova con grande facilità immaginando una linea che parte da Merak(β) a Dubhe (α) e prolungandola per cinque volte la distanza delle due stelle; grazie a ciò, queste due stelle sono note come I Puntatori.
- Estendendo verso sud la linea che da Megrez (δ) collega Phecda (γ), si arriva a trovare Regolo, α Leonis, una stella azzurra molto luminosa, e prolungando ancora nella stessa direzione si arriva ad Alphard (α Hydrae), un'altra stella azzurra, meno luminosa, ma isolata.
- Congiungendo Megrez (δ) a Dubhe (α) e continuando la linea diverse volte si arriva a Capella, la α Aurigae, una brillantissima stella gialla, da cui poi è possibile reperire molte altre stelle e costellazioni.
- Congiungendo invece Phecda (γ) a Merak (β) e continuando sempre nella stessa direzione, si arriva alla coppia di stelle Castore e Polluce, le due stelle che danno il nome alla costellazione dei Gemelli.
- Seguendo la curva disegnata dalle stelle della coda, Alioth (ε), Mizar (ζ) e Alkaid (η), e prolungano la direzione, si arriva ad Arturo, nel Boote, la quarta stella più luminosa del cielo, di colore rossastro; proseguendo ancora, si raggiunge Spica, una stella azzurra luminosa, nella costellazione della Vergine; proseguendo ulteriormente, si arriva al Centauro.

Inoltre, dal Grande Carro si possono reperire alcuni oggetti del profondo cielo.
- La zona approssimativa in cui si trova il Campo profondo di Hubble si individua seguendo la linea che va da Phecda (γ) a Megrez (δ) e raddoppiandola nella stessa direzione.
- Incrociando diagonalmente le stelle Phecda (γ) e Dubhe (α) e proseguendo per la stessa distanza, si arriva in prossimità della coppia di galassie M81 e M82.
- Due galassie spirali molto luminose affiancano la stella Alkaid (η): M101 a nord e M52 a sud.